# Orlando Magic 2017-2018
La stagione 2017-2018 degli Orlando Magic è stata la 29ª stagione della franchigia nella NBA.

## Draft
| Giro | Scelta | Giocatore      | Ruolo   | Nazionalità | Università/Squadra |
| ---- | ------ | -------------- | ------- | ----------- | ------------------ |
| 1    | 6      | Jonathan Isaac | AP / AG | Stati Uniti | Florida State      |
| 2    | 33     | Wesley Iwundu  | AP      | Stati Uniti | Kansas State       |

## Squadra Attuale
| \| Pos. \| Num. \| Naz. \| Nome \| Altezza \| Peso \| Data nascita \| Provenienza \| \| ----- \| ---- \| ---- \| ------------------ \| ------- \| ------ \| ------------ \| ------------------- \| \| G \| 4 \| \| Afflalo, Arron \| 196 cm \| 95 kg \| 15-10-1985 \| UCLA \| \| G/AP \| 0 \| \| Artis, Jamel (TW) \| 201 cm \| 97 kg \| 12-01-1993 \| Pittsburgh \| \| P \| 14 \| \| Augustin, D. J. \| 183 cm \| 83 kg \| 10-11-1987 \| Texas \| \| C \| 24 \| \| Birch, Khem \| 206 cm \| 100 kg \| 28-09-1992 \| UNLV \| \| C \| 11 \| \| Biyombo, Bismack \| 206 cm \| 116 kg \| 28-08-1992 \| RD Congo \| \| G/AP \| 10 \| \| Fournier, Evan \| 201 cm \| 93 kg \| 29-10-1992 \| Francia \| \| AP/AG \| 00 \| \| Gordon, Aaron \| 206 cm \| 100 kg \| 16-09-1995 \| Arizona \| \| G/AP \| 8 \| \| Hezonja, Mario \| 203 cm \| 99 kg \| 25-02-1995 \| Croazia \| \| AP/AG \| 1 \| \| Isaac, Jonathan \| 208 cm \| 95 kg \| 03-10-1997 \| Florida State \| \| AP \| 25 \| \| Iwundu, Wes \| 201 cm \| 88 kg \| 20-12-1994 \| Kansas State \| \| G \| 7 \| \| Mack, Shelvin \| 191 cm \| 92 kg \| 22-04-1990 \| Butler \| \| G \| 15 \| \| Purvis, Rodney \| 193 cm \| 93 kg \| 14-02-1994 \| Connecticut \| \| G/AP \| 31 \| \| Ross, Terrence \| 201 cm \| 93 kg \| 05-02-1991 \| Washington \| \| G/AP \| 17 \| \| Simmons, Jonathon \| 198 cm \| 88 kg \| 14-09-1989 \| Houston \| \| AG/C \| 5 \| \| Speights, Marreese \| 208 cm \| 116 kg \| 04-08-1987 \| Florida \| \| C \| 9 \| \| Vučević, Nikola \| 213 cm \| 118 kg \| 24-10-1990 \| Southern California \| | Allenatore - Frank Vogel Assistente/i - Chad Forcier - Jay Hernandez - Matt Hill - Corliss Williamson Legenda - (C) Capitano - (FA) Free agent - (S) Sospeso - (TW) Contratto Two-way - (GL) Assegnato a squadra G League affiliata - Infortunato Roster • Transazioni · Ultima transazione: 12 aprile 2018 |                         |                    |         |        |              |                     |
| Pos. | Num. | Naz.                    | Nome               | Altezza | Peso   | Data nascita | Provenienza         |
| G | 4 | Stati Uniti (bandiera)  | Afflalo, Arron     | 196 cm  | 95 kg  | 15-10-1985   | UCLA                |
| G/AP | 0 | Stati Uniti (bandiera)  | Artis, Jamel (TW)  | 201 cm  | 97 kg  | 12-01-1993   | Pittsburgh          |
| P | 14 | Stati Uniti (bandiera)  | Augustin, D. J.    | 183 cm  | 83 kg  | 10-11-1987   | Texas               |
| C | 24 | Canada (bandiera)       | Birch, Khem        | 206 cm  | 100 kg | 28-09-1992   | UNLV                |
| C | 11 | RD del Congo (bandiera) | Biyombo, Bismack   | 206 cm  | 116 kg | 28-08-1992   | RD Congo            |
| G/AP | 10 | Francia (bandiera)      | Fournier, Evan     | 201 cm  | 93 kg  | 29-10-1992   | Francia             |
| AP/AG | 00 | Stati Uniti (bandiera)  | Gordon, Aaron      | 206 cm  | 100 kg | 16-09-1995   | Arizona             |
| G/AP | 8 | Croazia (bandiera)      | Hezonja, Mario     | 203 cm  | 99 kg  | 25-02-1995   | Croazia             |
| AP/AG | 1 | Stati Uniti (bandiera)  | Isaac, Jonathan    | 208 cm  | 95 kg  | 03-10-1997   | Florida State       |
| AP | 25 | Stati Uniti (bandiera)  | Iwundu, Wes        | 201 cm  | 88 kg  | 20-12-1994   | Kansas State        |
| G | 7 | Stati Uniti (bandiera)  | Mack, Shelvin      | 191 cm  | 92 kg  | 22-04-1990   | Butler              |
| G | 15 | Stati Uniti (bandiera)  | Purvis, Rodney     | 193 cm  | 93 kg  | 14-02-1994   | Connecticut         |
| G/AP | 31 | Stati Uniti (bandiera)  | Ross, Terrence     | 201 cm  | 93 kg  | 05-02-1991   | Washington          |
| G/AP | 17 | Stati Uniti (bandiera)  | Simmons, Jonathon  | 198 cm  | 88 kg  | 14-09-1989   | Houston             |
| AG/C | 5 | Stati Uniti (bandiera)  | Speights, Marreese | 208 cm  | 116 kg | 04-08-1987   | Florida             |
| C | 9 | Montenegro (bandiera)   | Vučević, Nikola    | 213 cm  | 118 kg | 24-10-1990   | Southern California |

## Classifiche

### Southeast Division
| Southeast Division | Southeast Division | Southeast Division | Southeast Division | Southeast Division | Southeast Division | Southeast Division | Southeast Division | Southeast Division |
| Squadra            | V                  | S                  | V%                 | PR                 | Casa               | Trasf              | Div                | PG                 |
| ------------------ | ------------------ | ------------------ | ------------------ | ------------------ | ------------------ | ------------------ | ------------------ | ------------------ |
| y – Miami Heat     | 44                 | 38                 | .537               | 15,0               | 26–15              | 18–23              | 11–5               | 82                 |
| x – Wash. Wizards  | 43                 | 39                 | .524               | 16,0               | 23–18              | 20–21              | 8–8                | 82                 |
| Charlotte Hornets  | 36                 | 46                 | .439               | 23,0               | 21–20              | 15–26              | 11–5               | 82                 |
| Orlando Magic      | 25                 | 57                 | .305               | 34,0               | 17–24              | 8–33               | 4–11               | 82                 |
| Atlanta Hawks      | 24                 | 58                 | .293               | 35,0               | 16–25              | 8–33               | 5–11               | 82                 |

### Eastern Conference
| Eastern Conference | Eastern Conference        | Eastern Conference | Eastern Conference | Eastern Conference | Eastern Conference | Eastern Conference |
| #                  | Squadra                   | V                  | S                  | V%                 | PR                 | PG                 |
| ------------------ | ------------------------- | ------------------ | ------------------ | ------------------ | ------------------ | ------------------ |
| 1                  | c – Toronto Raptors *     | 59                 | 23                 | .720               | –                  | 82                 |
| 2                  | x – Boston Celtics        | 55                 | 27                 | .671               | 4,0                | 82                 |
| 3                  | x – Philadelphia 76ers    | 52                 | 30                 | .634               | 7,0                | 82                 |
| 4                  | y – Cleveland Cavaliers * | 50                 | 32                 | .610               | 9,0                | 82                 |
| 5                  | x – Indiana Pacers        | 48                 | 34                 | .585               | 11,0               | 82                 |
| 6                  | y – Miami Heat *          | 44                 | 38                 | .537               | 15,0               | 82                 |
| 7                  | x – Milwaukee Bucks       | 44                 | 38                 | .537               | 15,0               | 82                 |
| 8                  | x – Wash. Wizards         | 43                 | 39                 | .524               | 16,0               | 82                 |
|                    |                           |                    |                    |                    |                    |                    |
| 9                  | Detroit Pistons           | 39                 | 43                 | .476               | 20,0               | 82                 |
| 10                 | Charlotte Hornets         | 36                 | 46                 | .439               | 23,0               | 82                 |
| 11                 | N.Y. Knicks               | 29                 | 53                 | .354               | 30,0               | 82                 |
| 12                 | Brooklyn Nets             | 28                 | 54                 | .341               | 31,0               | 82                 |
| 13                 | Chicago Bulls             | 27                 | 55                 | .329               | 32,0               | 82                 |
| 14                 | Orlando Magic             | 25                 | 57                 | .305               | 34,0               | 82                 |
| 15                 | Atlanta Hawks             | 24                 | 58                 | .293               | 35,0               | 82                 |

## Mercato

### Free Agency

#### Acquisti
| Giocatore         | Contratto                       | Provenienza                       |
| ----------------- | ------------------------------- | --------------------------------- |
| Shelvin Mack      | 2 anni – 12 milioni di dollari  | Utah Jazz                         |
| Jonathon Simmons  | 3 anni – 20 milioni di dollari  | San Antonio Spurs                 |
| Arron Afflalo     | 1 anno – 2,3 milioni di dollari | Sacramento Kings                  |
| Marreese Speights | 1 anno – 2,1 milioni di dollari | L.A. Clippers                     |
| Khem Birch        | 2 anni – 2,1 milioni di dollari | Olympiakos                        |
| Adreian Payne     | Contratto Two-way               | Minnesota T'wolves                |
| Troy Caupain      |                                 | Cincinnati Royals                 |
| Kalin Lucas       |                                 | Erie BayHawks                     |
| Jamel Artis       | Contratto Two-way               | Pittsburgh Panthers / N.Y. Knicks |

#### Cessioni
| Giocatore           | Motivo     | Nuova squadra       |
| ------------------- | ---------- | ------------------- |
| Jeff Green          | Free agent | Cleveland Cavaliers |
| Jodie Meeks         | Free agent | Wash. Wizards       |
| Stephen Zimmerman   | Rilasciato | L.A. Lakers         |
| C. J. Watson        | Rilasciato | Uşak Sportif        |
| Marcus Georges-Hunt | Rilasciato | Minnesota T'wolves  |
| Patricio Garino     | Rilasciato | Saski Baskonia      |
| Damjan Rudež        | Rilasciato | Valencia            |
| Adreian Payne       | Rilasciato | Panathīnaïkos       |

### Scambi
| 25 maggio 2017 | Orlando Magic Jeff Weltman (Presidente Basketball Operations) | Toronto RaptorsScelta 2º giro Draft 2018 |